# Can Mascarós
Can Mascarós és un edifici situat al carrer dels Valls, al municipi d'Ullastret, a la comarca del Baix Empordà, a Catalunya. Aquesta obra arquitectònica es troba inclosa en l'Inventari del Patrimoni Arquitectònic de Catalunya.

## Descripció
Edifici civil. Masia de pla basilical. tres crugies; dues plantes excepte el cos central que en té tres; coberta de doble vessant a la crugia central i d'una sola pendent a les col·laterals. pel costat N. .edifici fou ampliat amb un sector cobert seguint el desnivell del teulat d'aquesta banda, de manera que actualment l'estructura arquitectònica és asimètrica. A la façana principal, a ponent, hi ha, al cos central, una porta adovellada d'arc rebaixat; al pis un finestral amb senzilla decoració motllurada i a les golfes una finestra gòtica d'arc trevolat. Les finestres dels sectors laterals són de llindes sobre mènsules o rectangulars. A la façana posterior, a llevant, s'hi afegí una gran terrassa a l'altura del pis que crea un pòrtic a la planta baixa amb dos espais coberts amb voltes, un dels quals precedeix l'entrada amb porta d'arc rebaixat i adovellat. Sobre la terrassa hi ha una escala adossada al mur que ha estat afegida per pujar directament a les golfes. La finestra central- convertida en porta- és de senzill arc conopial i els laterals de llindes sobre mènsules. La del costat S té decoració en relleu: a la llinda una petita creu amb peanya entre dos motius vegetals i l'altres dos de geomètrics; a l'ampit hi ha també fulles i motius geomètrics.
A l'interior les estances dels baixos, que servien d'estables i servies, són cobertes amb voltes de canó, amb llunetes, que tenen empremtes de l'encanyissat. Al pis destaca la sala major que ocupa tota la crugia central; hi ha tres portes adovellades d'arcs de mig punt: el sostre original d'embigat ah estat substituït recentment per una estrafolària volta de llunetes, alteració que ha sofert també alguna altra habitació. a les golfes i, on es conserva, a les crugies laterals l'embigat assenyala clarament l'estructura de tipus basilical de l'edifici. La construcció és de rebles i morter amb pedres ben tallades als angles i obertures.
L'edifici ha estat restaurat en data recent amb criteri molt discutible en alguns aspectes puntuals.